# Wolterdingen (Soltau)
Wolterdingen (niederdeutsch: Wolden, Woltern) ist ein Ortsteil der Stadt Soltau im Landkreis Heidekreis in Niedersachsen. Die Ortschaft hat ca. 1100 Einwohner.

## Geografie
Wolterdingen liegt in der Lüneburger Heide nördlich von Soltau am Fluss Böhme.
Sie ist unterteilt in Wolterdingen (Dorf) und Wolterdingen (Siedlung). Zu Wolterdingen gehört der Weiler Huckenrieth und die Neubausiedlung Drögenheide.
Der Haltepunkt Wolterdingen (Han) liegt an der Heidebahn Hannover–Buchholz.

## Geschichte
Die Ortschaft wird 1245 erstmals urkundlich erwähnt, in diesem Jahr wird die noch heute erhaltene gotische Heidekirche Heilig-Geist-Kirche eingeweiht. Der Ort besteht aber wahrscheinlich schon seit Zeiten der Völkerwanderung. Zwischen den Jahren 1409 und 1416 werden im Hebungsregister des Herzogs Heinrich fünf Höfe für Wolterdingen geführt. Bis zum 19. Jahrhundert war Wolterdingen ein reines Bauerndorf; derzeit bestehen noch 15 landwirtschaftliche Betriebe im Ort.
1934 wurde das Lager Wolterdingen errichtet. Es wurde zunächst von der SA und der SS genutzt, danach, während des Zweiten Weltkrieges, zur Ausbildung von Soldaten. Nach Kriegsende diente das Lager als Durchgangsstation für heimkehrende Zwangsarbeiter und – bis ins Jahr 1960 – zur Unterbringung von Flüchtlingen.
Am 1. März 1974 wurde Wolterdingen in die Stadt Soltau eingegliedert.

## Politik
- Ortsvorsteher ist Andreas Buhr.[4]

## Kultur und Sehenswürdigkeiten
- Die Heilig-Geist-Kirche Wolterdingen soll im Jahr 1245 von der Familie Lindhorst gestiftet worden sein.[5]
- Das Naturschutzgebiet Böhmetal bei Huckenrieth befindet sich teilweise in Wolterdingen.
- Der Sportverein SG Heber/Wolterdingen spielt hier Fußball.
- Niederdeutsche Namen sind Woltern und Wolden.

In der Liste der Baudenkmale in Soltau sind für Wolterdingen acht Baudenkmale aufgeführt.

## Wirtschaft und Infrastruktur
Bei Wolterdingen treffen sich die Kreisstraße 1 (ehemals Bundesstraße 3) und die Kreisstraße 24.
Im Ort hält die Heidebahn, die Buchholz in der Nordheide bei Hamburg mit Hannover verbindet. Die barrierefreie Haltestelle ist für den Fremdenverkehr von Bedeutung, da sich diese in unmittelbarer Nähe des Heide-Parks Soltau befindet.

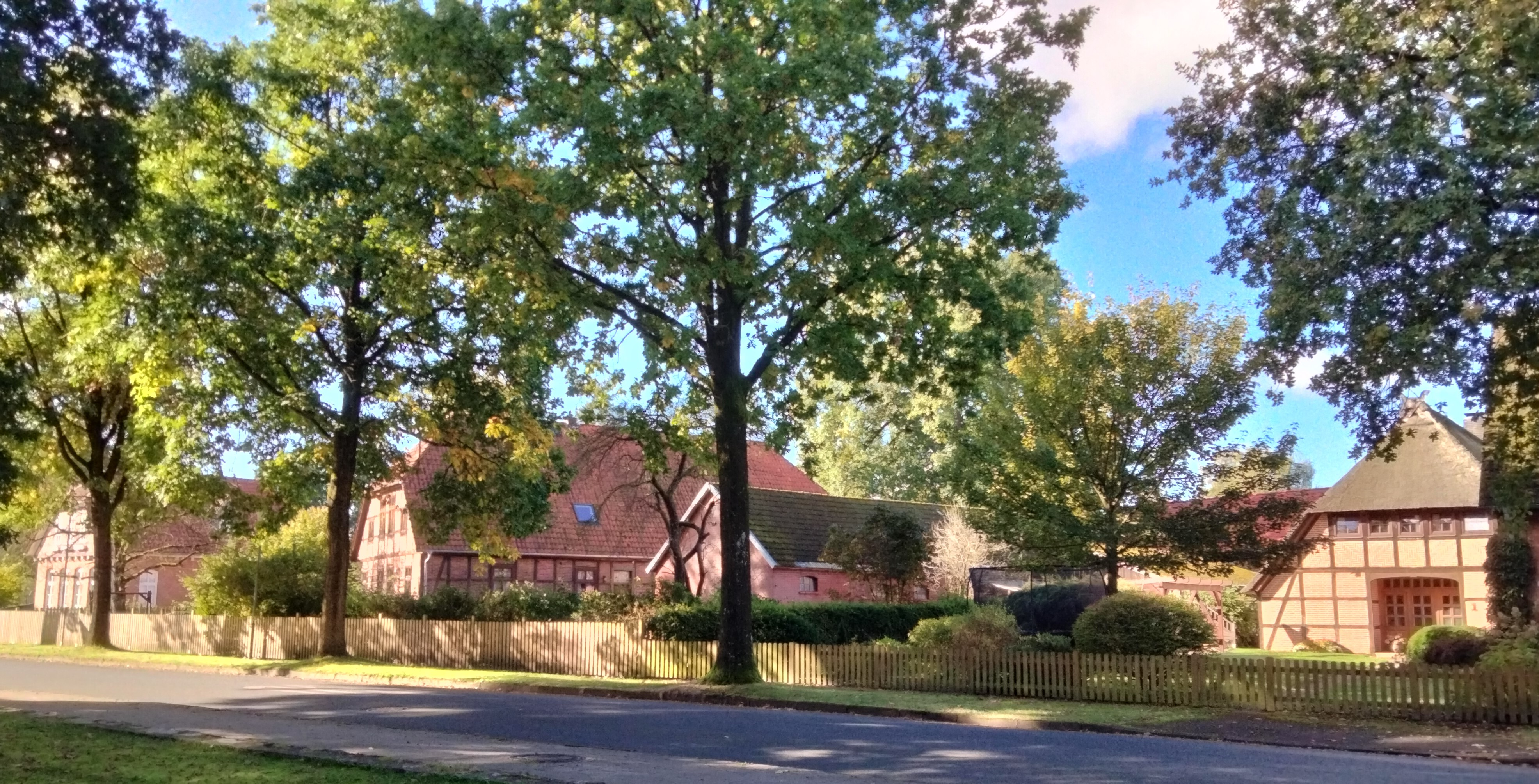
Wolterdinger Dorfstraße
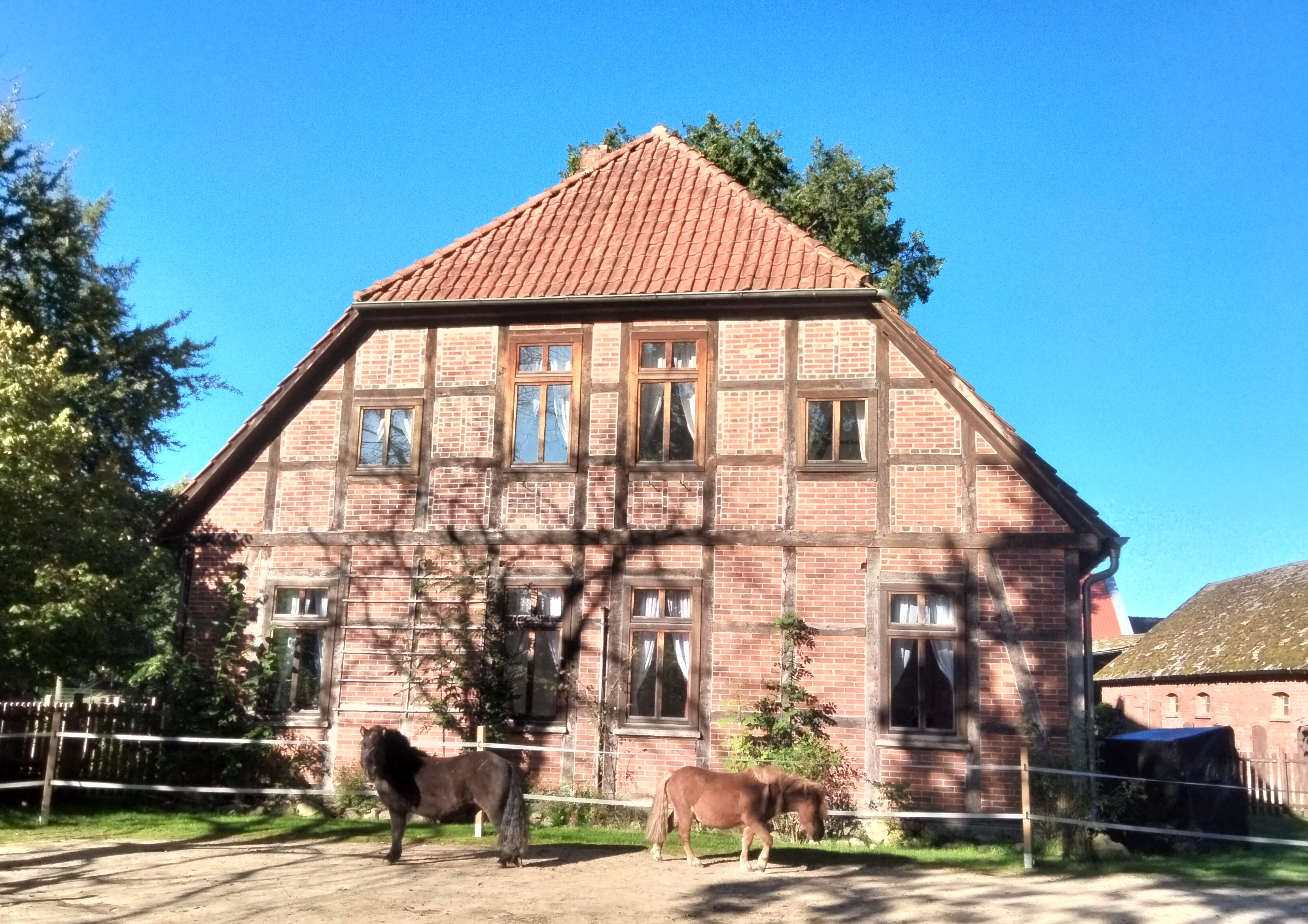
Hofgebäude
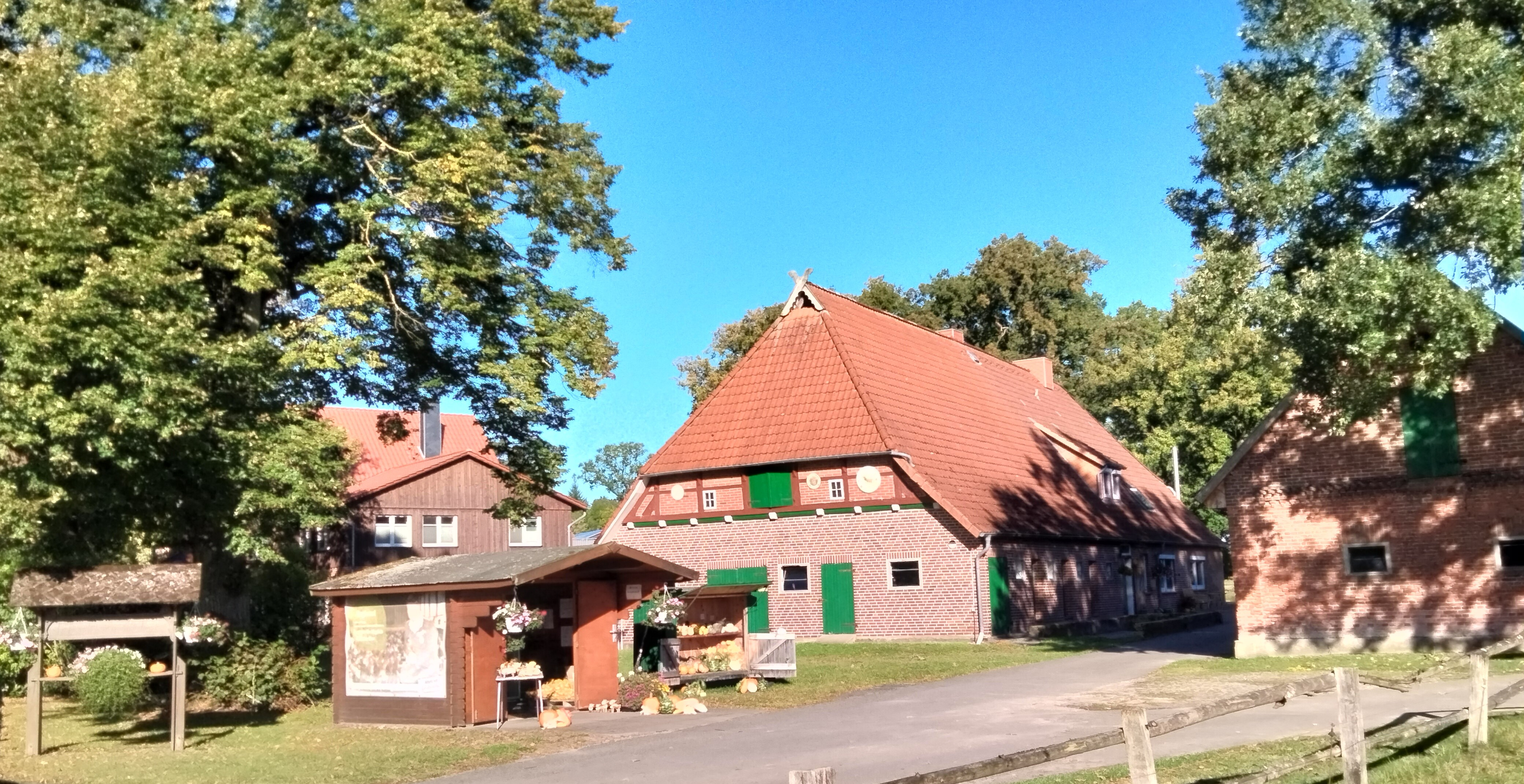
Hofladen
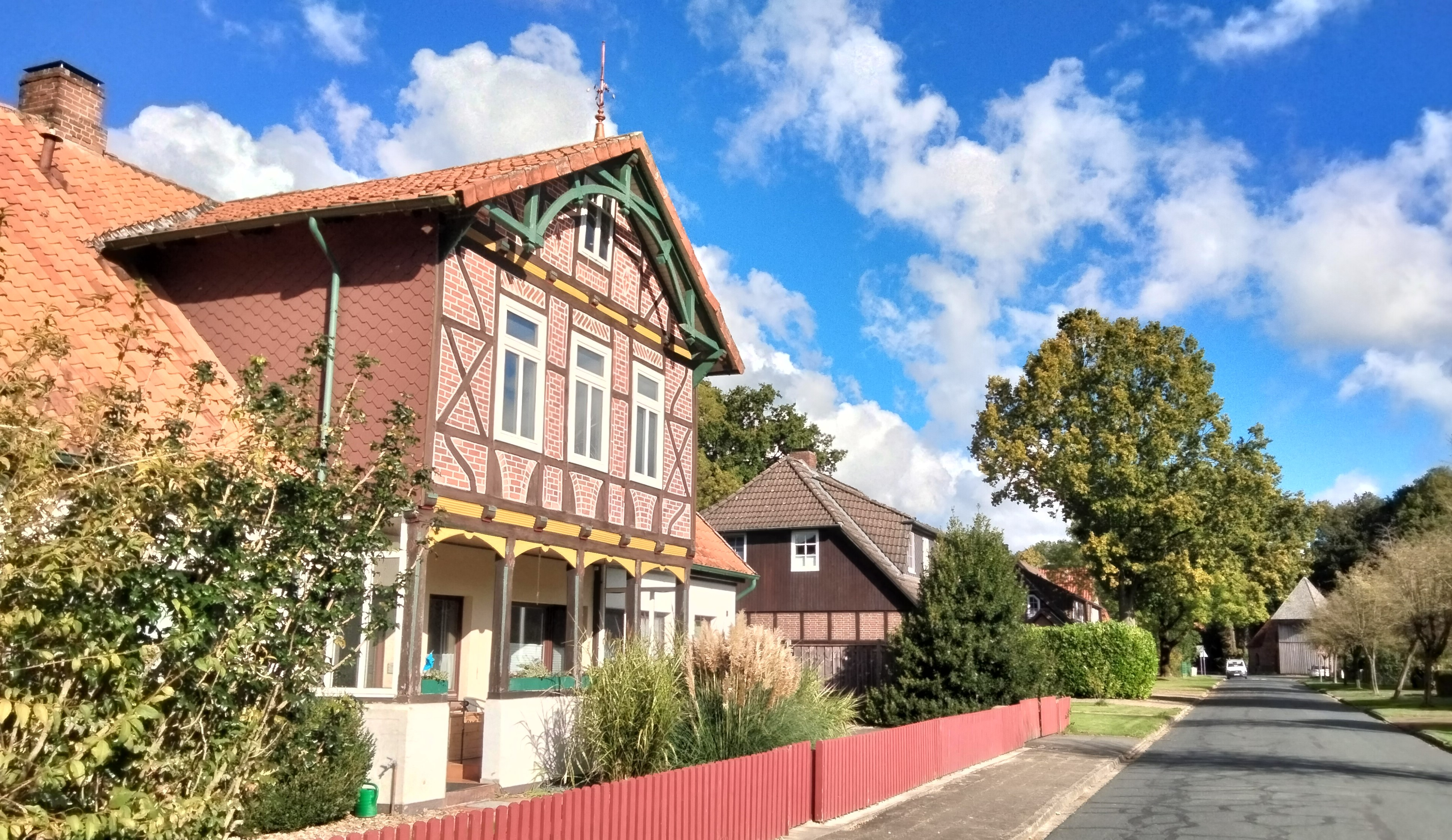
Dorfstraße mit Glockenturm
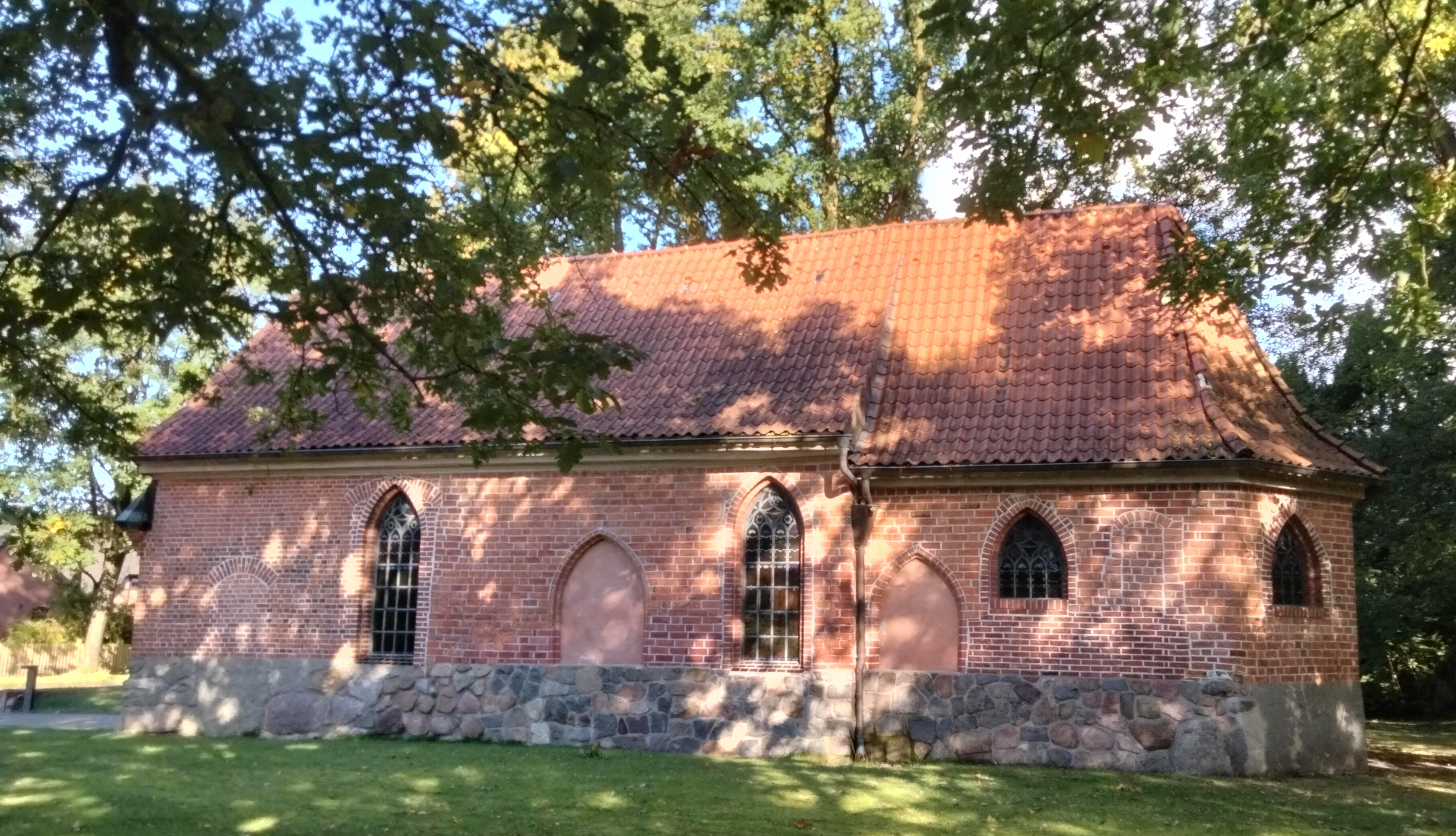
Heilig-Geist-Kirche von Süden (2024)
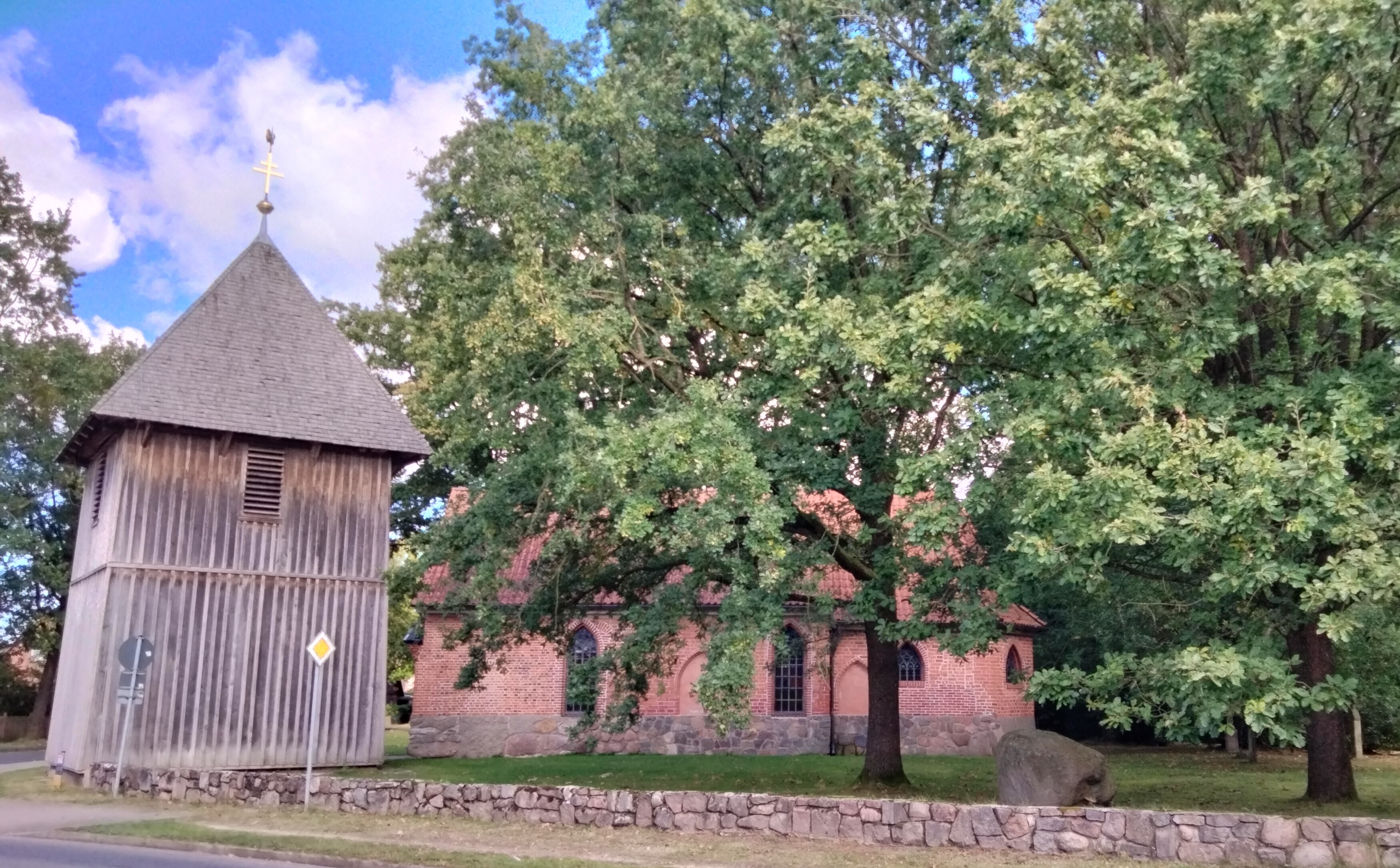
Glockenturm mit Findling
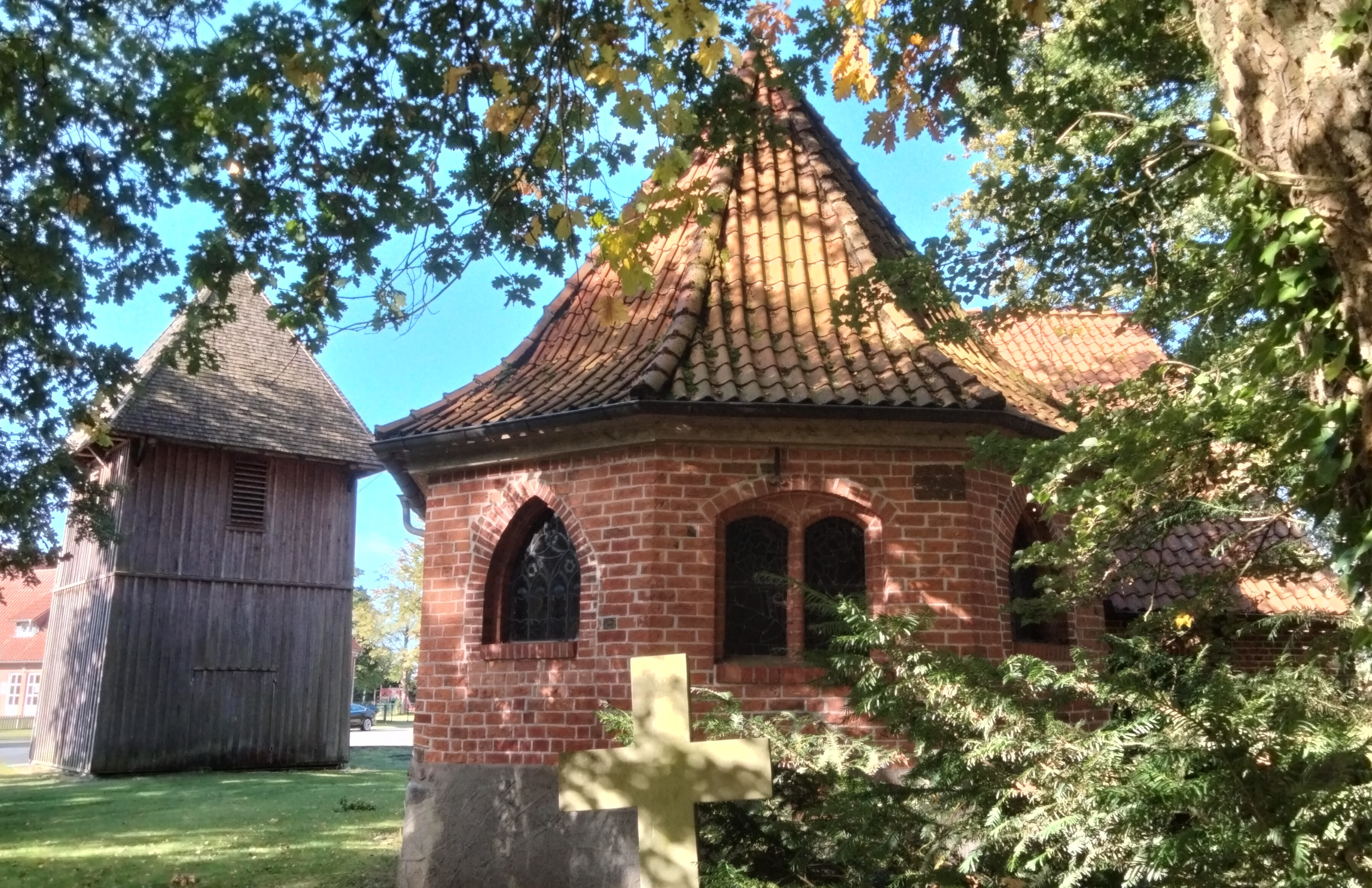
Apsis und Glockenturm
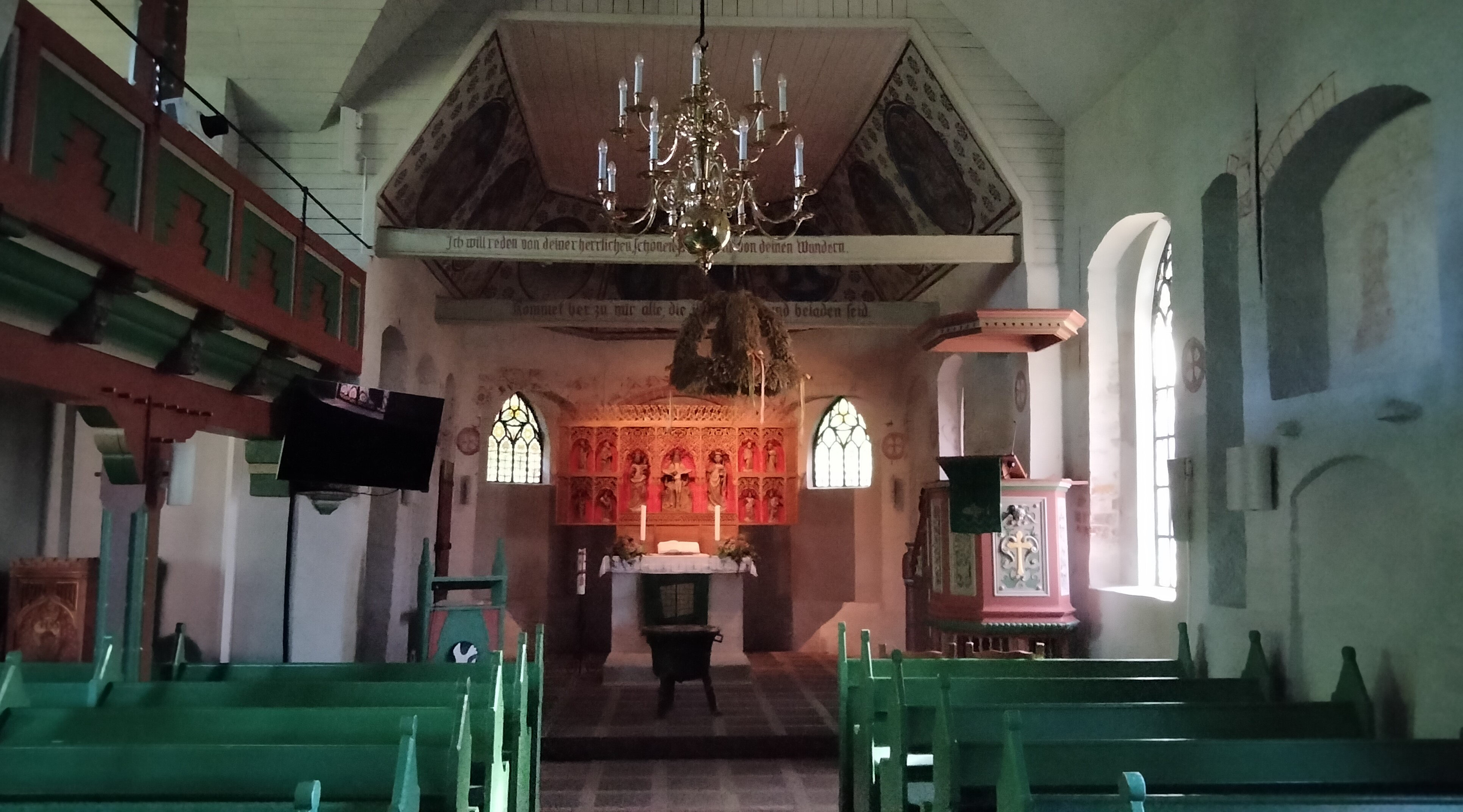
Heilig-Geist-Kirche innen
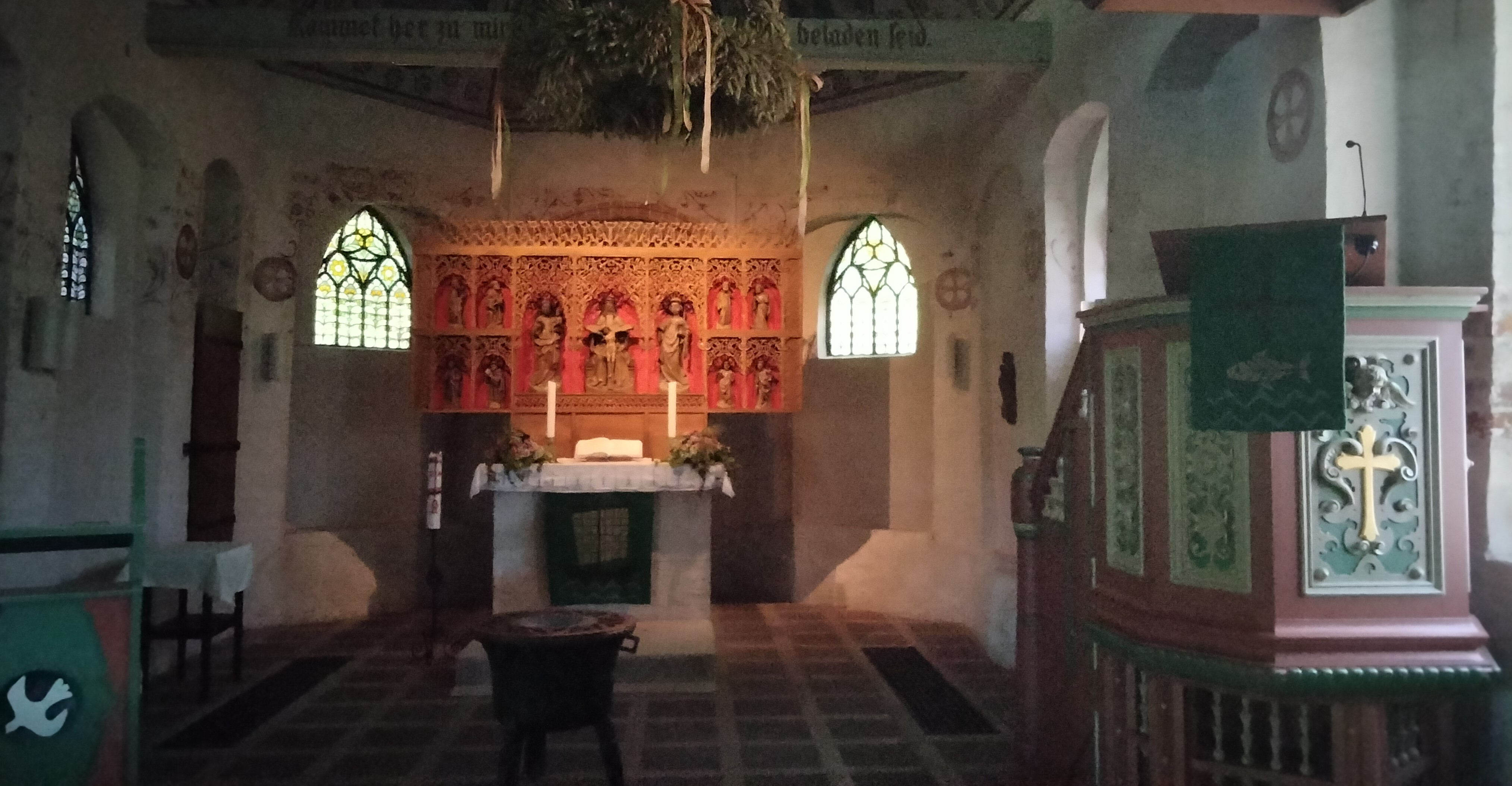
Kanzel und Altar
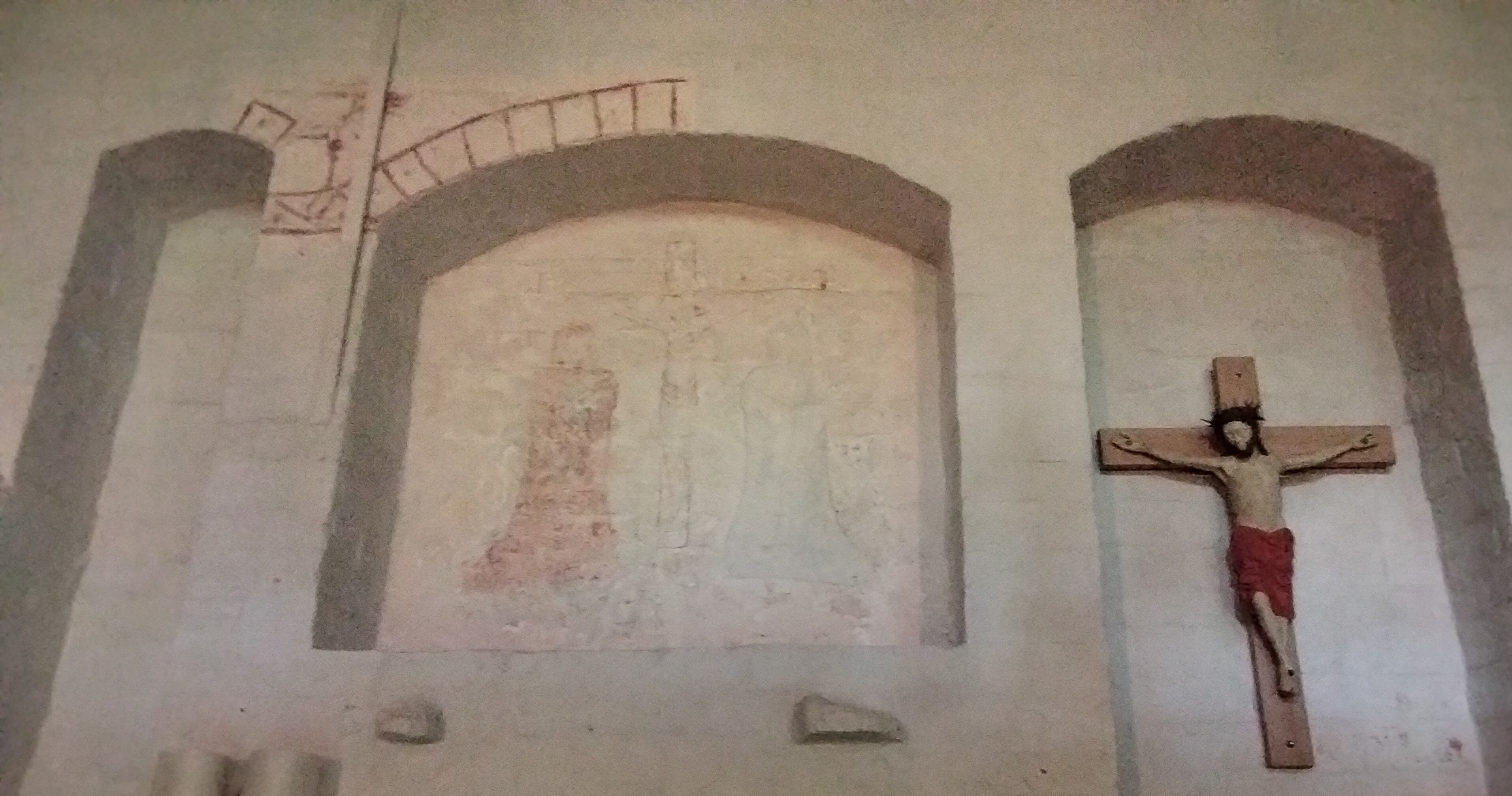
Mittelalterliches Wandgemälde